# Liste der Gerichtsbezirke in Istrien

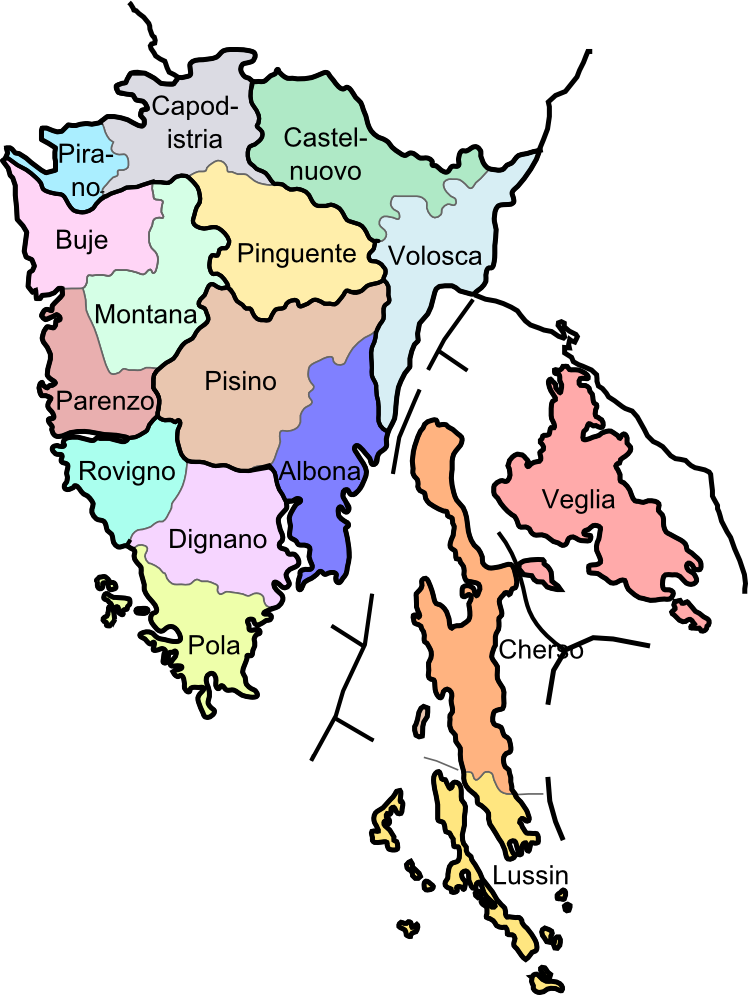
Gerichtsbezirke in Istrien (1910)

Diese Liste der Gerichtsbezirke in Istrien listet alle ehemaligen Gerichtsbezirke im österreichischen Kronland Istrien auf.

## Geschichte
Istrien gehörte bis 1849 zum österreichischen Königreich Illyrien, danach wurde es mit Triest und Görz und Gradisca zum neuen Kronland Küstenland vereinigt.
Mit der Reichsverfassung von 1861 erlangte die Markgrafschaft Istrien die Eigenschaft eines eigenständigen Kronlands, wobei jedoch der gemeinsame k.k. küstenländische Statthalter in Triest und das gemeinsame Gesetz- und Verordnungsblatt für das österreichisch-illirische Küstenland erhalten blieb.
Auch die Gerichtsorganisation spiegelte die Zusammengehörigkeit der drei Gebiete des Küstenlandes wider, war doch 1850 das k. k. Oberlandesgericht zu Triest als zuständiges Oberlandesgericht für die Gebiete Triest, Istrien und Görz festgelegt worden.
Für das Gebiet der Markgrafschaft Istrien wurde zudem das Landesgericht in Rovinj geschaffen, das über den Bezirksgerichten in den Gerichtsbezirken stand.

## Gerichtsbezirke
Die Tabelle enthält im Einzelnen folgende Informationen (Stand 1910):
| Gerichtsbezirk (Ital.)   | Name des Gerichtsbezirkes in italienischer Sprache         |
| Slow./Kroat. Bezeichnung | slowenische/kroatische Bezeichnung                         |
| Landesgericht            | Landesgericht, dem das Bezirksgericht unterstellt war      |
| Politischer Bezirk       | Politischer Bezirk, in dem der Gerichtsbezirk damals lag   |
| Einwohner                | Einwohner                                                  |
| Fläche in km²            | Fläche in km²                                              |
| Dichte                   | Bevölkerungsdichte in Einwohner pro km²                    |
| Dt.-spr.                 | Einwohner mit deutscher Umgangssprache                     |
| Ital.-spr.               | Einwohner mit italienischer Umgangssprache                 |
| Slow.-spr.               | Einwohner mit slowenischer Umgangssprache                  |
| Kroat.-spr.              | Einwohner mit kroatischer Umgangssprache                   |
| Sonstige                 | Einwohner mit sonstigen Umgangssprachen sowie Staatsfremde |

| Gerichtsbezirk (Ital.) | Slow./Kroat. Bezeichnung | Landesgericht | Politischer Bezirk | Einwohner | Fläche in km² | Dichte Ew./km² | Dt.- spr. | Ital.- spr. | Slow.- spr. | Kroat.- spr. | Sonstige |
| ---------------------- | ------------------------ | ------------- | ------------------ | --------- | ------------- | -------------- | --------- | ----------- | ----------- | ------------ | -------- |
| Albona                 | Labin                    | Rovigno       | Pisino             | 17.711    | 318,83        | 56             | 40        | 2.396       | 166         | 14.139       | 970      |
| Buje                   | Buje                     | Rovigno       | Parenzo            | 22.227    | 266,27        | 84             | 14        | 19.728      | 103         | 1.904        | 478      |
| Capodistria            | Koper                    | Triest        | Capodistria        | 45.567    | 328,98        | 139            | 122       | 18.744      | 25.438      | 159          | 1.104    |
| Castelnuovo            | Podgrad                  | Triest        | Volosca-Abbazia    | 16.689    | 421,31        | 40             | 7         | 7           | 13.623      | 3.031        | 21       |
| Cherso                 | Cres                     | Rovigno       | Lussin             | 8.162     | 336,10        | 24             | 4         | 2.296       | 6           | 5.708        | 148      |
| Dignano                | Vodnjan                  | Rovigno       | Pola               | 18.032    | 335,67        | 54             | 96        | 6.620       | 97          | 11.070       | 149      |
| Lussin                 | Lošinj                   | Rovigno       | Lussin             | 13.098    | 175,11        | 75             | 418       | 7.588       | 91          | 4.289        | 712      |
| Montona                | Montovun                 | Rovigno       | Parenzo            | 21.608    | 310,19        | 70             | 21        | 11.004      | 1.839       | 8.603        | 141      |
| Parenzo                | Poreč                    | Rovigno       | Parenzo            | 17.523    | 216,51        | 81             | 40        | 10.544      | 20          | 6.527        | 392      |
| Pinguente              | Buzet                    | Rovigno       | Capodistria        | 20.371    | 386,59        | 53             | 15        | 874         | 2.151       | 17.294       | 37       |
| Pirano                 | Peran                    | Triest        | Capodistria        | 23.671    | 109,02        | 217            | 195       | 18.388      | 4.306       | 120          | 662      |
| Pisino                 | Pazin                    | Rovigno       | Pisino             | 30.807    | 540,43        | 57             | 52        | 1.636       | 122         | 28.785       | 212      |
| Pola                   | Pulj                     | Rovigno       | Pola               | 70.948    | 224,97        | 315            | 9.500     | 30.900      | 3.510       | 16.431       | 10.607   |
| Rovigno                | Rovinj                   | Rovigno       | Pola               | 18.775    | 218,78        | 86             | 331       | 14.200      | 122         | 3.076        | 1.046    |
| Veglia                 | Krk                      | Rovigno       | Veglia             | 21.259    | 428,45        | 50             | 25        | 1.544       | 29          | 19.533       | 128      |
| Volosca-Abbazia        | Volosko-Opatija          | Triest        | Volosca-Abbazia    | 37.861    | 337,82        | 112            | 2.399     | 947         | 3.742       | 27.447       | 3.326    |